# Titularbistum Laodicea ad Libanum
Laodicea ad Libanum (italienisch: Laodicea al Libano) ist ein Titularbistum der römisch-katholischen Kirche.
Es geht zurück auf einen früheren Bischofssitz in der antiken Stadt Laodikeia am Libanon in der römischen Provinz Syria Coele im heutigen Syrien. Das Bistum gehörte der Kirchenprovinz Damascus an.
| Titularbischöfe von Laodicea ad Libanum |                                                                |                                            |                   |                  |
| Nr.                                     | Name                                                           | Amt                                        | von               | bis              |
| 1                                       | Raffaele Scapinelli di Leguigno Titularerzbischof pro hac vice | Apostolischer Nuntius in Österreich-Ungarn | 30. Januar 1912   | 6. Dezember 1915 |
| 2                                       | Giovanni Battista Scapinelli di Léguigno                       | Kurienbischof                              | 28. August 1962   | 30. Juni 1971    |
| 3                                       | Paul Bassim OCD                                                | Apostolischer Vikar von Beirut (Libanon)   | 8. September 1974 | 21. August 2012  |